# 仙台 - 酒田・本荘線
仙台 - 酒田・本荘線（せんだい - さかた・ほんじょうせん）は、宮城県仙台市青葉区と山形県酒田市・秋田県由利本荘市を結ぶ高速バスである。
国土交通省東北運輸局に認可されている公式な路線 としては「仙台 - 鶴岡・酒田線」と「仙台 - 本荘線」の2路線に分かれているが、ここでは便宜上同一記事内に記すこととする。
各路線とも全座席指定の予約制。ただし、一部の区間は乗降制限付きで予約無しの利用が可能である（#乗降制限を参照）。

## 概要
かつて、仙台市と庄内地方との間の旅客輸送は、仙山線経由の「月山」あるいは陸羽東線経由の「もがみ」といった直通の急行列車が主軸を担っていたが、仙山線の高速化などから「もがみ」が廃止され、「月山」も運行区間が山形駅 - 庄内間となり直通列車はなくなった。このため、仙台と庄内との間を行き来する際は、山形駅で乗り換えをしなければならなくなり、不便を余儀なくされた。
このような中、1989年（平成元年）4月1日に政令指定都市に移行した仙台市と庄内地方間における直通の都市間バスが、同年8月4日より宮城交通と庄内交通の共同運行によって開始された。開始当時は一般道を通行し、国道48号・山形空港を経由するため、仙台 - 酒田間は4時間近くの時間を要した。しかし、山形自動車道の延伸工事の進捗によって、都市間バスも山形道経由となり所要時間も短縮されたほか、山形交通（当時）も参入。加えて寒河江市・西村山郡西川町にも停留所が設置されたことから利便性も向上した。その後も山形自動車道のさらなる延伸によって、所要時間もさらに短縮。また増便もされたことから、仙台 - 庄内間の移動手段は列車からバスに完全に移った。2002年（平成14年）には宮城交通・庄内交通・羽後交通の3社により、仙台 - 本荘線の運行も開始されたが、仙台 - 鶴岡・酒田間の利用も可能であるため、実質的には仙台 - 鶴岡・酒田線の別系統というとらえ方もできる。
2000年（平成12年）頃から、早朝便で仙台に行き、PHSを片手に買い物をして最終便で庄内に戻る若い女性たちが目立って増加し、その女性達は「ショウナイガールズ」と呼ばれるなど、庄内の若い女性にも浸透。長らく陸の孤島などと呼ばれてきた庄内にも、時代の変化が押し寄せてきている様子がマスコミにも取り上げられている。

## 仙台 - 鶴岡・酒田線
仙台 - 鶴岡・酒田線（せんだい - つるおか・さかたせん）は、宮城県仙台市青葉区と山形県酒田市を結ぶ高速バスである。宮城交通の便はSSライナー、庄内交通の便は夕陽号の愛称で呼ばれている。過去には山交バスにもgassan号の愛称があった。

### 運行会社
- 宮城交通（仙台南営業所）
- 山交バス（仙台営業所）
- 庄内交通（酒田営業所、鶴岡営業所 ※鶴岡営業所は運転手のみ）

### 運行回数
- 1日10往復（宮交4、山交1、庄交5）

## 仙台 - 本荘線
仙台 - 本荘線（せんだい - ほんじょうせん）は、宮城県仙台市青葉区と秋田県由利本荘市を結ぶ高速バスである。

### 運行会社
- 庄内交通（酒田営業所、鶴岡営業所 ※鶴岡営業所は運転手のみ）
- 羽後交通（本荘自動車営業所）
  - 宮城交通（仙台南営業所担当）が運行していた便は、2012年12月1日より羽後交通が運行を担当（2014年10月1日改正で減便→2015年4月1日改正で再開）している。

### 運行回数
- 1日3往復（庄交1、羽後2）

### 乗降制限
仙台 - 本荘線の庄内観光物産館 - 本荘営業所間は乗降制限付きで利用が可能。
本荘行
空席がある場合のみ、庄内観光物産館 - 酒田庄交バスターミナル間の停留所から、象潟駅前 - 本荘営業所間の停留所までの利用が可能。
仙台行
仙台までの利用客の予約を優先とし、なおかつ空席がある場合のみ本荘営業所 - 象潟駅前間の停留所から、酒田庄交バスターミナル - 庄内観光物産館間の停留所までの利用が可能。
事前予約は不要だが、運賃の支払いは車内での現金払いか、庄内交通窓口や庄内観光物産館での乗車券購入のみとなる。この区間内の運賃には往復割引が設定されていない。

## 停車停留所
凡例
▼：下り乗車・上り降車のみ
▲：下り降車・上り乗車のみ
△：下り降車・上り乗車のみ（上りの一部便は非経由）
●：乗降とも取り扱い（ただし※を付した停留所との利用は不可）
∥：非経由
| 停留所名                 | 仙台 - 鶴岡・酒田線 | 仙台 - 本荘線 | 備考                                            | 所在地 | 所在地         |
| ------------------------ | ------------------- | ------------- | ----------------------------------------------- | ------ | -------------- |
| 仙台国際空港             | ▼                   | ▼             | 到着便は酒田発、出発便は本荘行                  | 宮城県 | 名取市         |
| 仙台駅前                 | ▼                   | ▼             | 下りは40番のりば発 宮交仙台高速バスセンター発着 | 宮城県 | 仙台市青葉区   |
| 寒河江バスストップ       | ▲                   | ▲             |                                                 | 山形県 | 寒河江市       |
| 西川バスストップ         | ▲                   | ▲             |                                                 | 山形県 | 西村山郡西川町 |
| 庄内あさひバスストップ   | ▲                   | ▲             |                                                 | 山形県 | 鶴岡市         |
| 庄内観光物産館           | ▲                   | ●※            |                                                 | 山形県 | 鶴岡市         |
| エスモールバスターミナル | △                   | ∥             |                                                 | 山形県 | 鶴岡市         |
| イオン酒田南店           | ▲                   | ●※            |                                                 | 山形県 | 酒田市         |
| 酒田駅前                 | ▲                   | ●※            | 3番のりば発                                     | 山形県 | 酒田市         |
| 吹浦                     |                     | ▲※            |                                                 | 山形県 | 飽海郡遊佐町   |
| 象潟駅前                 |                     | ▲             |                                                 | 秋田県 | にかほ市       |
| 保養センターはまなす前   |                     | ▲             |                                                 | 秋田県 | にかほ市       |
| 仁賀保庁舎前             |                     | ▲             |                                                 | 秋田県 | にかほ市       |
| 西目高校前               |                     | ▲             |                                                 | 秋田県 | 由利本荘市     |
| 本荘駅前                 |                     | ▲             |                                                 | 秋田県 | 由利本荘市     |
| 本荘営業所               |                     | ▲             |                                                 | 秋田県 | 由利本荘市     |

- 仙台 - 鶴岡・酒田線の仙台行1 - 3便はエスモールバスターミナルを経由しない。ただし、3便はエスモールバスターミナルから接続バスを利用することにより、庄内観光物産館で高速バスに乗り継げる。
- 仙台 - 本荘線はエスモールバスターミナルを経由しない。
- 仙台国際空港 - 寒河江・西川間のみの利用は不可。
- 車両点検と乗務員休憩のため、以下の場所で休憩を行う[4]。
  - 宮城交通：古関PA（15分間）乗客もPAでの下車休憩が可能
  - 山交バス：山形蔵王PA（10分間）
  - 庄内交通：寒河江SA（10分間）
  - 羽後交通：寒河江SA・酒田駅前（10 - 15分間）乗客もSAでの下車休憩が可能

## 主要区間運賃
※2022年6月1日現在。
- 仙台 - 本荘：大人片道4,400円、往復8,200円
- 仙台 - 酒田：大人片道3,600円、往復6,500円
- 仙台 - 鶴岡：大人片道3,400円、往復6,100円
- 仙台 - 寒河江：大人片道1,700円（往復割引なし）
- 仙台国際空港 - 酒田：大人片道3,900円（往復割引なし）
- 仙台国際空港 - 鶴岡：大人片道3,700円（往復割引なし）

## 歴史
- 1981年（昭和56年）7月 - 国道112号・月山道路開通（冬季は夜間通行止め）。
- 1989年（平成元年）8月4日 - 宮城交通と庄内交通の2社共同で仙台 - 酒田線運行開始（1日4往復）[6]。運行経路は国道48号 - 山形空港（乗降ともに可） - 国道112号経由で、所要時間は4時間[6]。運賃は仙台 - 酒田 2,700円、仙台 - 鶴岡 2,500円。予約なしで乗車を取り扱った。
- 1991年（平成3年）8月1日 - 山形自動車道供用開始、および、月山道路の冬季夜間通行止め廃止に伴い、仙台宮城IC - 寒河江ICを高速道経由に変更、仙台 - 酒田を3時間45分に短縮。寒河江本町通り、西川町開発センターを新設、山形空港乗り入れを廃止。山形交通（山交バスの前身）が参入し、1日5往復に増便。予約定員制（自由席）に変更。
- 1995年（平成7年）7月22日 - 1日7往復に増便[7]。
- 1999年（平成11年）10月30日 - 山形自動車道の延伸に伴い、月山IC経由で運行。仙台 - 酒田を3時間20分に短縮。寒河江、西川町のバス停を高速道路上に移設。
- 2000年（平成12年）10月1日 - 湯殿山IC - 鶴岡ICを高速道経由に変更、仙台 - 酒田を3時間に短縮。新落合、山添、ウェーブ前、鵜渡川原荘銀前の各バス停を廃止、庄内あさひバスストップ、庄内観光物産館、庄内支庁前の各バス停を新設。
- 2001年（平成13年）8月10日 - 直行便を3往復新設（1日10往復）。庄内観光物産館より酒田IC経由、仙台 - 酒田を2時間45分で運行。座席指定予約制に変更。
- 2002年（平成14年）7月27日 - 仙台 - 本荘線を宮城交通・庄内交通・羽後交通の3社で運行開始（1日3往復）。
- 2004年（平成16年）4月1日 - 仙台 - 酒田線全便を鶴岡市内経由に変更、庄内支庁前バス停を廃止。
- 2005年（平成17年）11月18日 - 酒田市内の大通り商店街、酒田駅前バス停を廃止、ジャスコ酒田南店にバス停新設。
- 2006年（平成18年）4月1日 - 仙台 - 酒田線3往復増便（1日13往復）。1往復を湯野浜温泉経由に変更。
- 2010年（平成22年）4月1日 - 仙台 - 酒田線3往復減便（1日10往復）。湯野浜温泉経由1往復は廃止。
- 2012年（平成24年）12月1日 - この日より仙台 - 本荘線の宮城交通担当便が羽後交通の運行に変更。
- 2013年（平成25年）4月1日 - 本荘駅前バス停新設。
- 2014年（平成26年）
  - 4月1日 - 運賃改定。
  - 10月1日 - 仙台 - 本荘線の羽後交通担当便（以前の宮城交通担当便）を1往復減便[8]。
- 2015年（平成27年）
  - 4月1日 - 仙台 - 本荘線の羽後交通担当便（以前の宮城交通担当便）が運行を再開。
  - 12月14日 - 仙台 - 酒田線の宮城交通担当便が1往復減便、計1日9往復となる[9]。
- 2016年（平成28年）4月1日 - 仙台 - 酒田線の宮城交通担当便が1往復増便、計1日10往復となる[10]。
- 2017年（平成29年）
  - 4月1日 - 仙台国際空港線（仙台国際空港 - 鶴岡・酒田）、庄内交通の単独運行で運行開始（1日2往復）[11]。
  - 12月1日 - 仙台国際空港線が1日1往復に減便[12]。
- 2019年（平成31年・令和元年）
  - 4月1日 - 仙台国際空港線が仙台 - 酒田・本荘線と路線統合。1往復（庄内交通便）が仙台国際空港発着となる[13]。
  - 6月1日 - 運賃改定[14][15]。
- 2020年（令和2年）
  - 3月26日 - 新型コロナウイルスの影響による移動需要の減少により、この日より同年4月23日出発便まで仙台国際空港バス停の乗降を休止[16]。
  - 4月6日 - この日より同年4月23日出発便まで、仙台 - 酒田・本荘線の1往復（庄内交通担当便）の吹浦 - 本荘営業所間を運休[17]。
  - 4月22日 - この日より当面の間、仙台 - 酒田・本荘線の全便と仙台 - 酒田線の一部便（5往復[18]）を運休[19]。
  - 6月10日 - 仙台 - 酒田線の一部便（2往復）が運行を再開[20]。
  - 6月19日 - 仙台 - 酒田・本荘線の一部便（1往復）が運行を再開[21]。
  - 7月10日 - 仙台 - 酒田線が全便の運行を再開（仙台国際空港バス停休止は継続）[22]。
  - 12月1日 - 仙台 - 酒田線の一部便（1往復、宮城交通担当便）を運休[23]。
- 2021年（令和3年）
  - 5月10日 - 仙台 - 酒田・本荘線の一部便（1往復）が週末（金土日曜）と祝日のみの運行となる[24]。
  - 8月23日 - 新型コロナウイルスの影響による輸送需要の減少により、この日より仙台 - 酒田線の一部便（宮城交通便1往復）を運休[25][26]。
  - 11月15日 - 需要の減少及び緊急的乗務員不足のため、この日より仙台 - 酒田・本荘線が当面の間全便運休（但し同年12月24日 - 2022年1月10日の年末年始期間は1往復のみ運行予定）[27][28]。
- 2022年（令和4年）
  - 2月1日 - 仙台 - 酒田・本荘線の一部便（1往復）が土日祝日のみ運行再開[29][30][31]。
  - 5月9日 - 仙台 - 酒田線の一部便（1往復）を山交バスから庄内交通に移管[32][33]。
  - 6月1日 - この日の乗車分より運賃改定[34][35][36][37]。
  - 8月1日 - 酒田駅前の再開発事業に伴い、庄交バスターミナルを移転し「酒田駅前」と改称[38]。
- 2023年（令和5年）
  - 4月1日 - 仙台 - 酒田線の一部便（1往復、宮城交通担当便）が運行を再開[39]。
  - 12月16日 - 仙台 - 酒田線の一部便（1往復、庄内交通担当便）で仙台国際空港への乗り入れを再開[40][41]。
- 2024年（令和6年）
  - 4月1日 - この日より宮城交通担当便（1往復）が土日祝日のみの運行となる[42]。
  - 4月6日 - 仙台 - 酒田・本荘線の一部便（羽後交通便1往復）が日祝日のみ運行再開（予定）[43]。

## 使用車両
トイレ付き車両で運行するが、2023年現在、車両の座席列数は運行会社により、独立3列シート車と4列シート車が混在している。増車などにより貸切車両で運行する場合はトイレ休憩を設ける。
- 庄内交通担当便は、運行開始当初、当線用のボルボ・アステローペを使用していた。また、愛子観光バスの仙台空港リムジンバス用車両をトイレ追設改造の上当線で使用していたことがある。2023年現在、夜行高速バス用の独立3列シート車が使われる便もある。
- 宮城交通担当便は、スーパーハイデッカー車として当線用の三菱ふそう・エアロクィーン4列シート車を主に使用していたが、夜行高速バス仕様の独立3列シート車が充当されることもあった。2023年現在は、一般的なハイデッカー4列シート車が使用されている。
- 宮城交通から羽後交通に移管された便（仙台発午前と本荘発午後）に、宮城交通からリースされた車両がカラーリングはそのままで使用されていた。

過去の車両

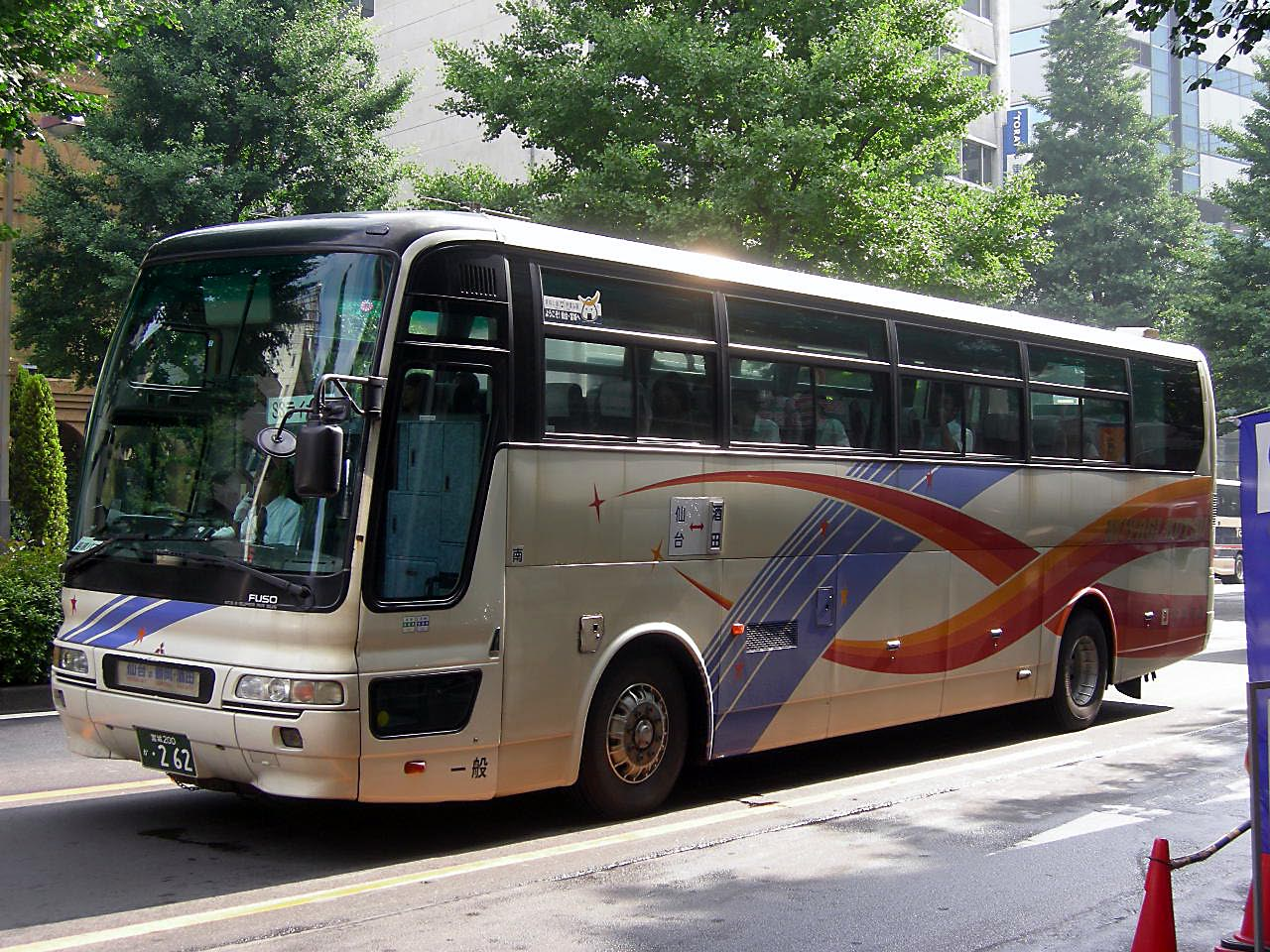
三菱ふそう・エアロクィーンⅠ（宮城交通）
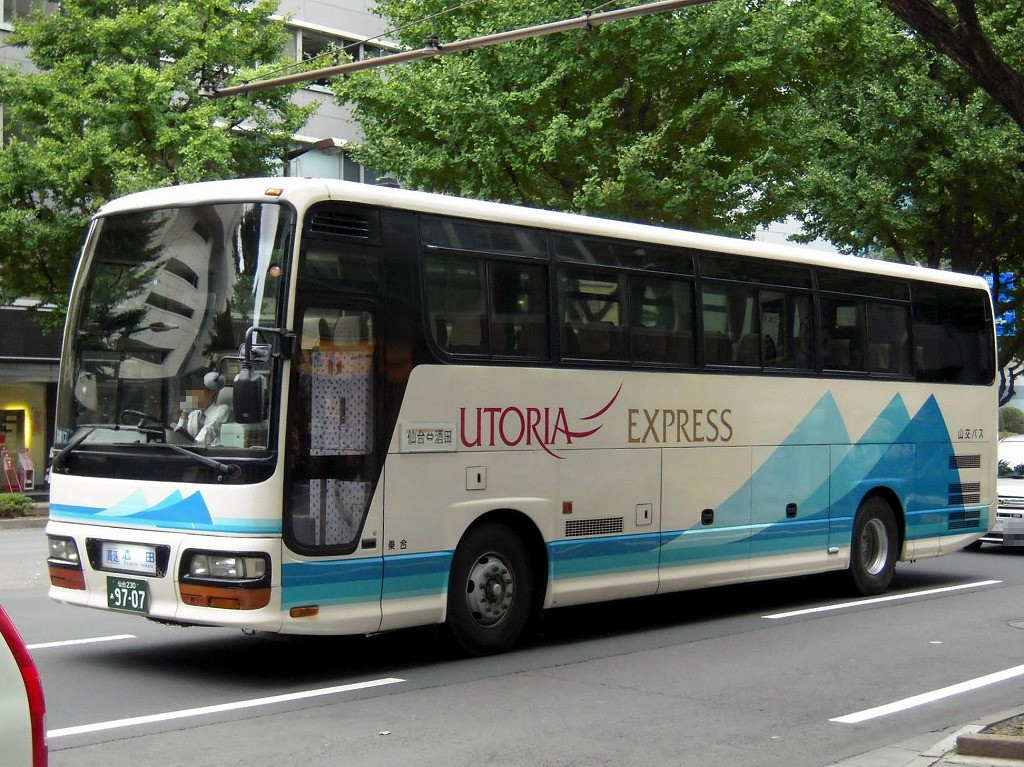
いすゞ・ガーラスーパーハイデッカー（山交バス）
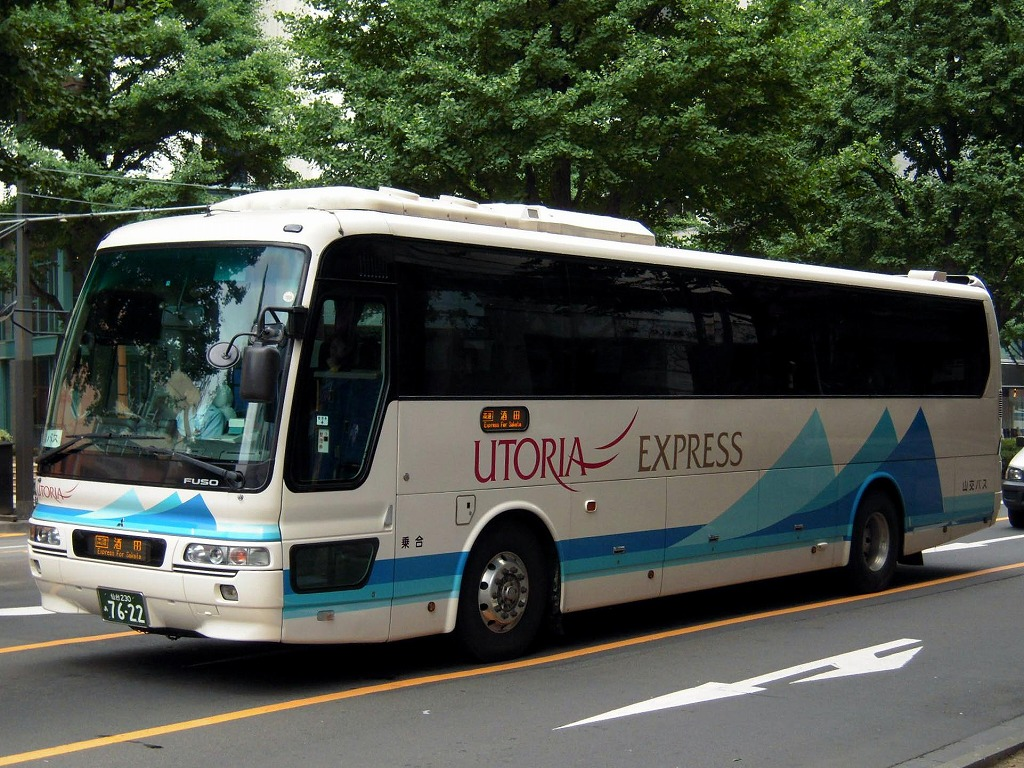
三菱ふそう・エアロバス（山交バス）
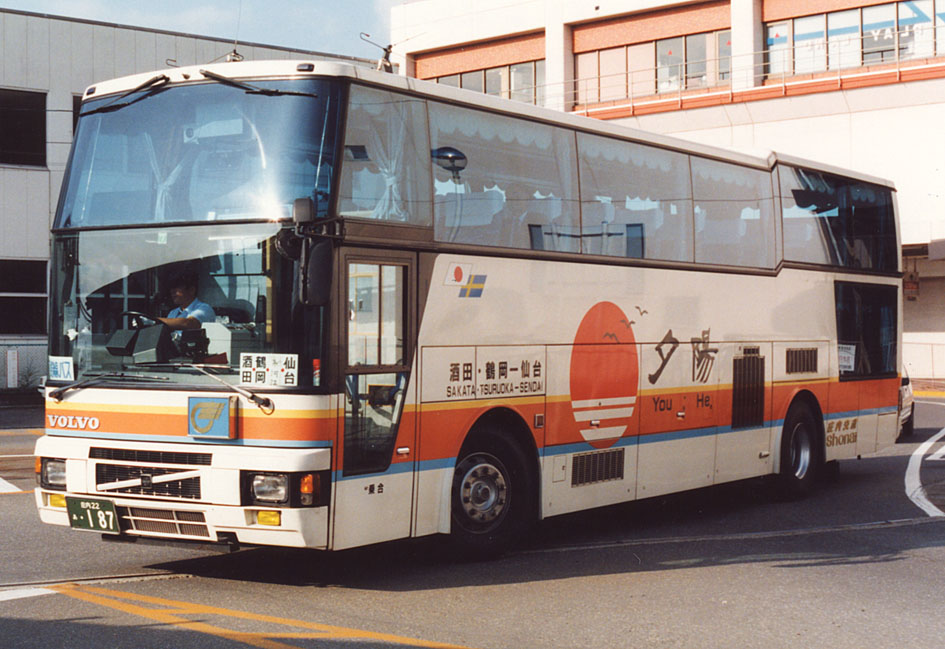
かつて夕陽号（仙台 - 鶴岡・酒田線）に使用されていたボルボ･アステローペ（庄内交通）
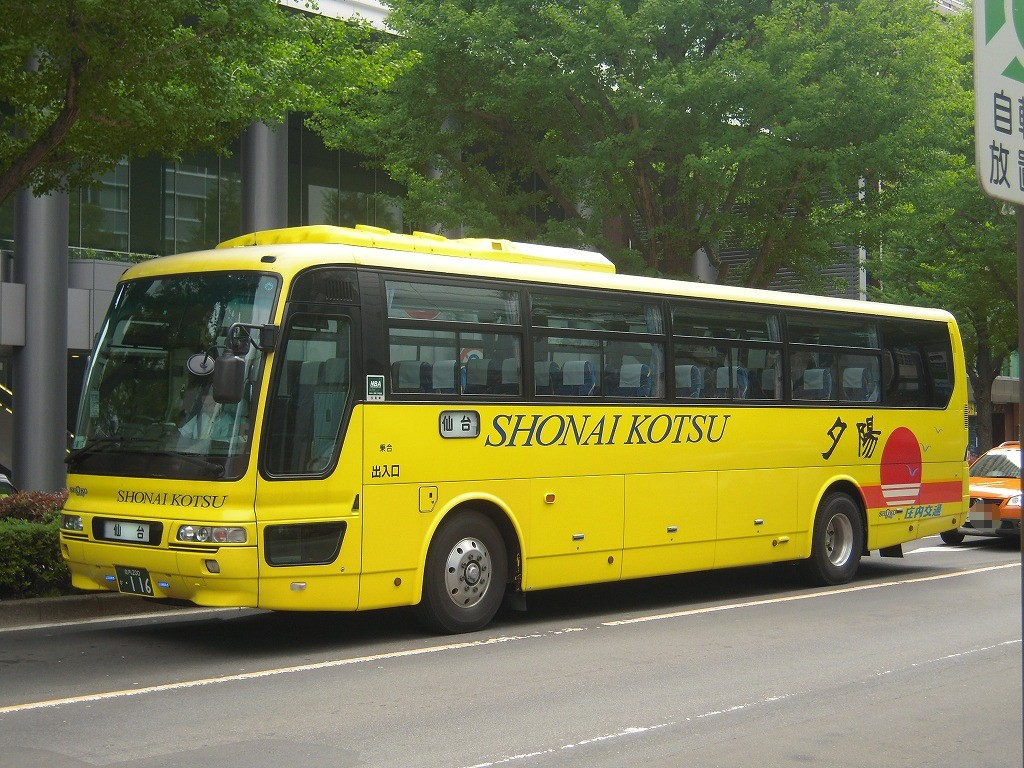
元・愛子観光バスの三菱ふそう・エアロバス（庄内交通）
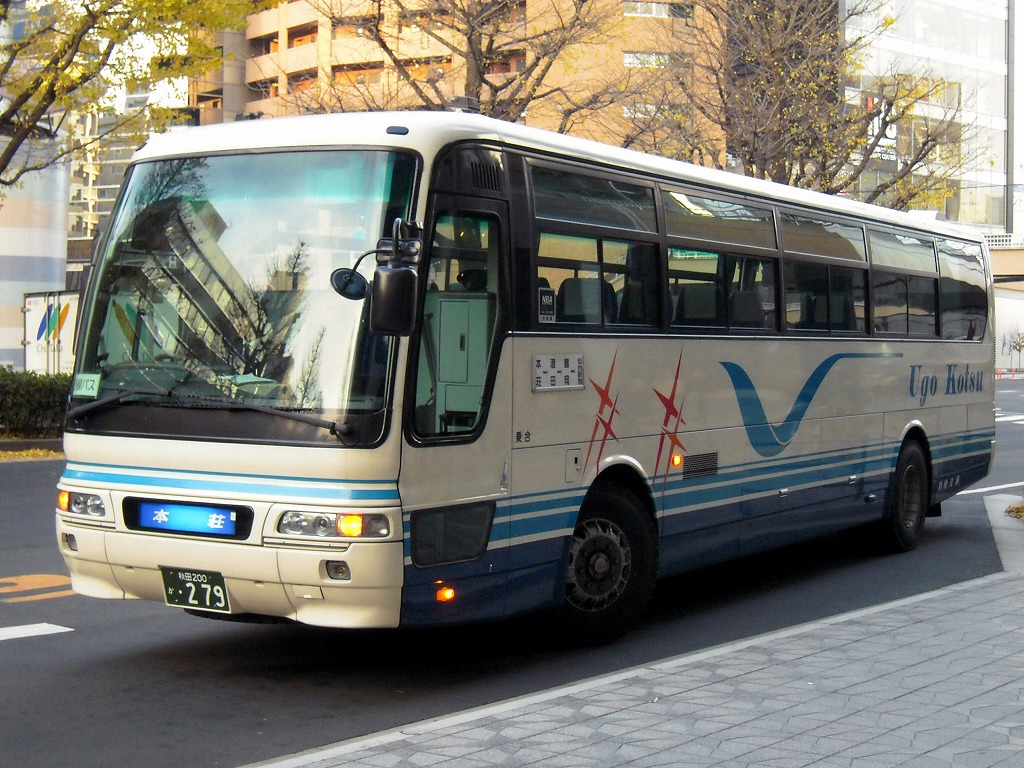
三菱ふそう・エアロバス（羽後交通）

## 利用状況
仙台 - 酒田線
| 年度               | 運行日数 | 運行便数 | 年間輸送人員 | 1日平均人員 | 1便平均人員 |
| 2002（平成14）年度 | 365      | 7,296    | 126,114      | 345.5       | 17.3        |
| 2003（平成15）年度 | 366      | 7,320    | 129,305      | 353.3       | 17.7        |
| 2004（平成16）年度 | 365      | 7,500    | 128,911      | 353.2       | 17.2        |
| 2005（平成17）年度 | 365      | 7,300    | 125,508      | 343.9       | 17.2        |
| 2006（平成18）年度 | 365      | 9,498    | 149,814      | 410.4       | 15.8        |
| 2007（平成19）年度 | 366      | 9,532    | 149,671      | 408.9       | 15.7        |

仙台 - 本荘線
| 年度               | 運行日数 | 運行便数 | 年間輸送人員 | 1日平均人員 | 1便平均人員 |
| 2002（平成14）年度 | 248      | 1,490    | 31,873       | 87.3        | 21.4        |
| 2003（平成15）年度 | 366      | 2,196    | 42,863       | 117.1       | 19.5        |
| 2004（平成16）年度 | 365      | 2,190    | 43,580       | 119.4       | 19.9        |
| 2005（平成17）年度 | 365      | 2,189    | 44,029       | 120.6       | 20.1        |
| 2006（平成18）年度 | 365      | 2,190    | 38,921       | 106.6       | 17.8        |
| 2007（平成19）年度 | 366      | 2,196    | 37,288       | 101.9       | 17.0        |